# 神代雄一郎
神代 雄一郎（こうじろ ゆういちろう、1922年4月2日 - 2000年）は、日本の建築史研究者、建築評論家、明治大学名誉教授。専門は、近代建築史。建築と環境の関係を研究した。

## 生涯
東京出身。東京帝国大学工学部卒。大学院を経て明治大学理工学部助教授。1962年、「近代建築思潮形成過程の研究」で東京大学工学博士。1962年、教授。1993年、定年退任、名誉教授。

## 著書
- マッキントッシュ 彰国社 1953 (近代建築家)
- 現代建築と芸術 彰国社 1958
- 近代建築の黎明 明治・大正を建てた人びと 美術出版社 1963 (美術選書)
- 現代建築拝見 井上書院 1965
- 現代建築の読み方 井上書院 1965
- 日本建築の美 井上書院 1967
- インテリア 井上書院 1969 (井上新書)  改題「日本のインテリア」
- アメリカの環境 都市・建築・芸術 井上書院 1971
- コミュニティーの崩壊-建築家に何ができるか 井上書院 1973
- 棲みかの条件 井上書院 1974
- 現代建築評 井上書院 1975
- 日本の庭園 7 現代の名庭 講談社 1980.11
- 間・日本建築の意匠 鹿島出版会 1999.6 (SD選書)

## 共著編
- 日本のやしろ 第1 出雲 二川幸夫撮影 福山敏男共著 美術出版社 1962
- 現代建築を創る人々 鹿島研究所出版会 1967 (SD選書)
- Design tour Tokyo 建築・インテリア・クラフトデザイン 藤森健次共著 インテリア出版 1971
- 原色日本の美術 28 近代の建築・彫刻・工芸 本間正義,前田泰次共著 小学館 1972
- 現代日本の美術 第17巻 建築 小学館 1979.11

## 翻訳
- 木のこころ 木匠回想記 ジョージ・ナカシマ 佐藤由巳子共訳 鹿島出版会 1983.5 (SD選書

## 参考
- 日本人名大辞典